# Jean Louis Appian
Jean Louis Appian est un peintre et aquafortiste français, né à Lyon le 18 octobre 1862 où il est mort le 11 décembre 1896.
Peintre paysagiste, il connaît dès ses débuts un vif succès. Il est le fils du peintre Jacques Barthélémy Appian.

## Biographie
Fils d'Adolphe Appian, Louis naît le 18 octobre 1862 à Lyon.
Il entre aux Beaux-Arts de Lyon en 1879, où il suit l'enseignement de Michel Dumas puis de Jean-Baptiste Danguin. Grâce à son talent, il acquiert une bourse lui permettant d'entrer aux Beaux-Arts de Paris à partir de 1885. Dès 1886, il expose ses œuvres à Lyon au sein de la Société des artistes lyonnais. En 1888, il commence à exposer à Paris au Salon de la Société des artistes français. Son succès est immédiat et ne se dément pas.
Entre novembre 1895 et février 1896, il effectue un voyage en Algérie pour soigner une tuberculose. Il continue d'y peindre des paysages et des scènes de plein air, les alentours de la ville de Biskra (anciennement Biskri) sont alors sa source d'inspiration. 
Louis Appian meurt le 11 décembre 1896 dans sa ville natale.

## Son œuvre

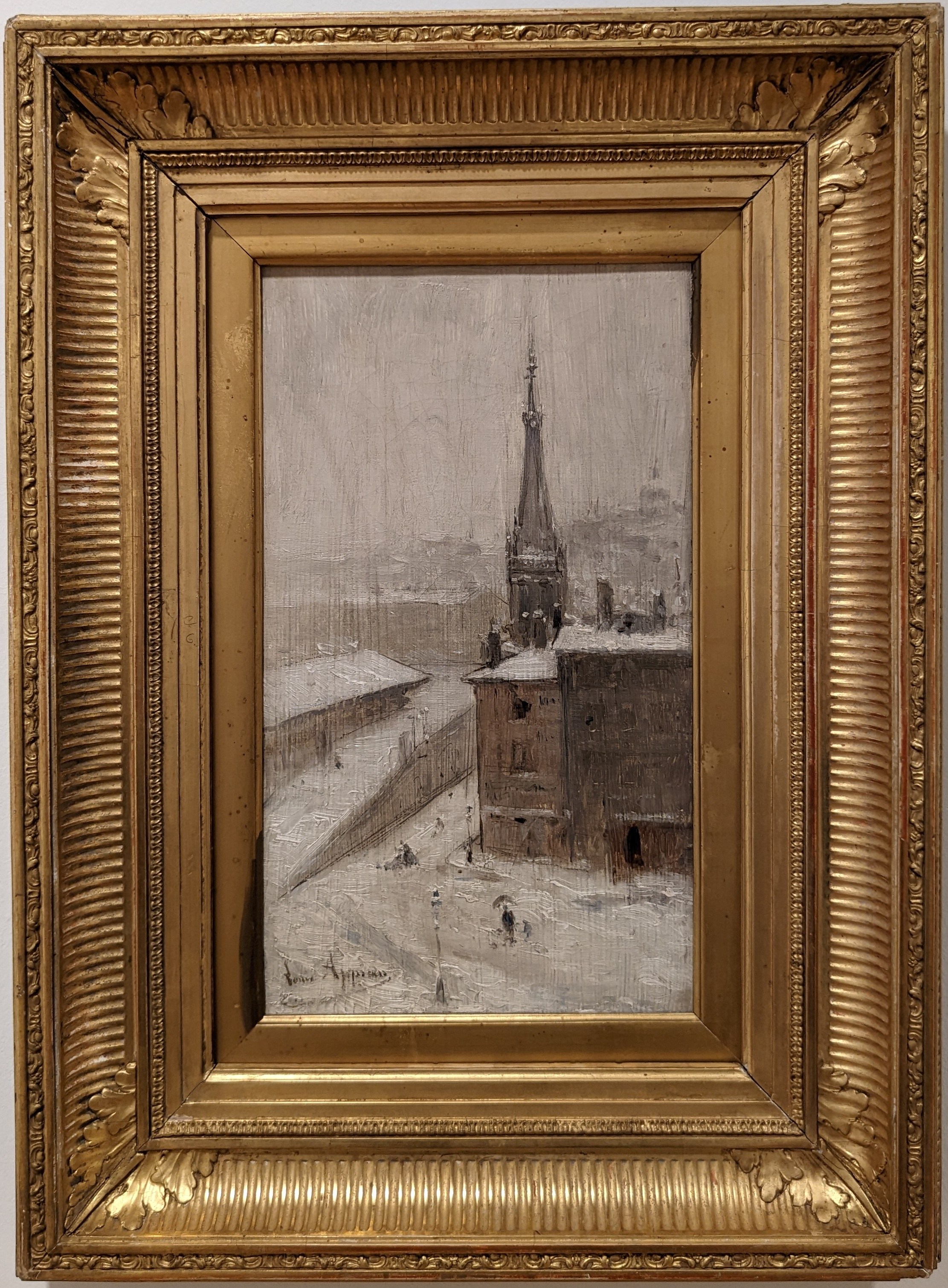
Église Saint-Paul de Lyon, n. d. (Villefranche-sur-Saône, musée Paul-Dini.

La peinture de Jean Louis Appian privilégie les paysages mais il peindra aussi des portraits, des scènes de plein air, des figures, des intérieurs, des marines et des estampes.
Sa palette de couleurs est à l'origine proche de celle de son père, utilisant majoritairement des tons de bruns et de gris (voir portrait d'Adolphe Appian). Progressivement, il développe et enrichit sa propre palette en utilisant des teintes plus douces. 
Cette influence paternelle vient sûrement du fait qu'Adolphe a été le premier maître de son fils. Il se peut également que des peintres comme Auguste Ravier (un ami de Michel Dumas) ou François Vernay (qui a éclairci sa palette grâce à Auguste Ravier) aient également participé à son évolution artistique.
Le travail de Jean Louis Appian est à la fois traditionnel pour l'époque, dans le sens où la succession des plans se fait par de subtiles modifications des nuances de couleur, et innovant par le travail très visible de la brosse et du pinceau. En raison de ces techniques, on peut le rapprocher du mouvement impressionniste, bien qu'il n'en fasse pas partie.
Ses œuvres représentant le port de Monaco ou la ville de Biskra témoignent que la région lyonnaise n'est pas sa seule source d'inspiration.

## Œuvres dans les collections publiques
- Lyon, musée des Beaux-Arts :
  - Portrait de femme, ou Portrait de Madame P., 1891 ou 1892, huile sur toile, 200 × 150 cm, n°inv. B-572, don par le père de l'auteur en 1897 ;
  - Portrait d'Adolphe Appian, 1894, huile sur toile, 56,5 × 45 cm, n°inv. 1988- 17, don de Jacques Gruyer en 1988 ;
  - Rue du village, environ d'Artemare, 1885, huile sur toile, 40,7 x 35 cm, n°inv. 1993- 50, don de Jacques Gruyer en 1993 ;
  - La Maison au toit rouge, huile sur toile, 24,3 x 40 cm n°inv. 1993- 51, don de Jacques Gruyer en 1993 ;
  - Tente arabe, 1895 ou 1896, huile sur toile, 41,5 x 55 cm, n°inv. 1993- 52, don de Jacques Gruyer en 1993 ;
  - Charrette et ferme dans un champ, ou Cour de ferme, huile sur toile, 22 x 25 cm, n°inv. 1995- 27, don de Jacques Gruyer en 1995.